# 騶寅
騶寅，传说人物，相传是閩越王郢的第三子，號稱「白馬三郎」，尊稱「白馬王」、「白馬尊王」。

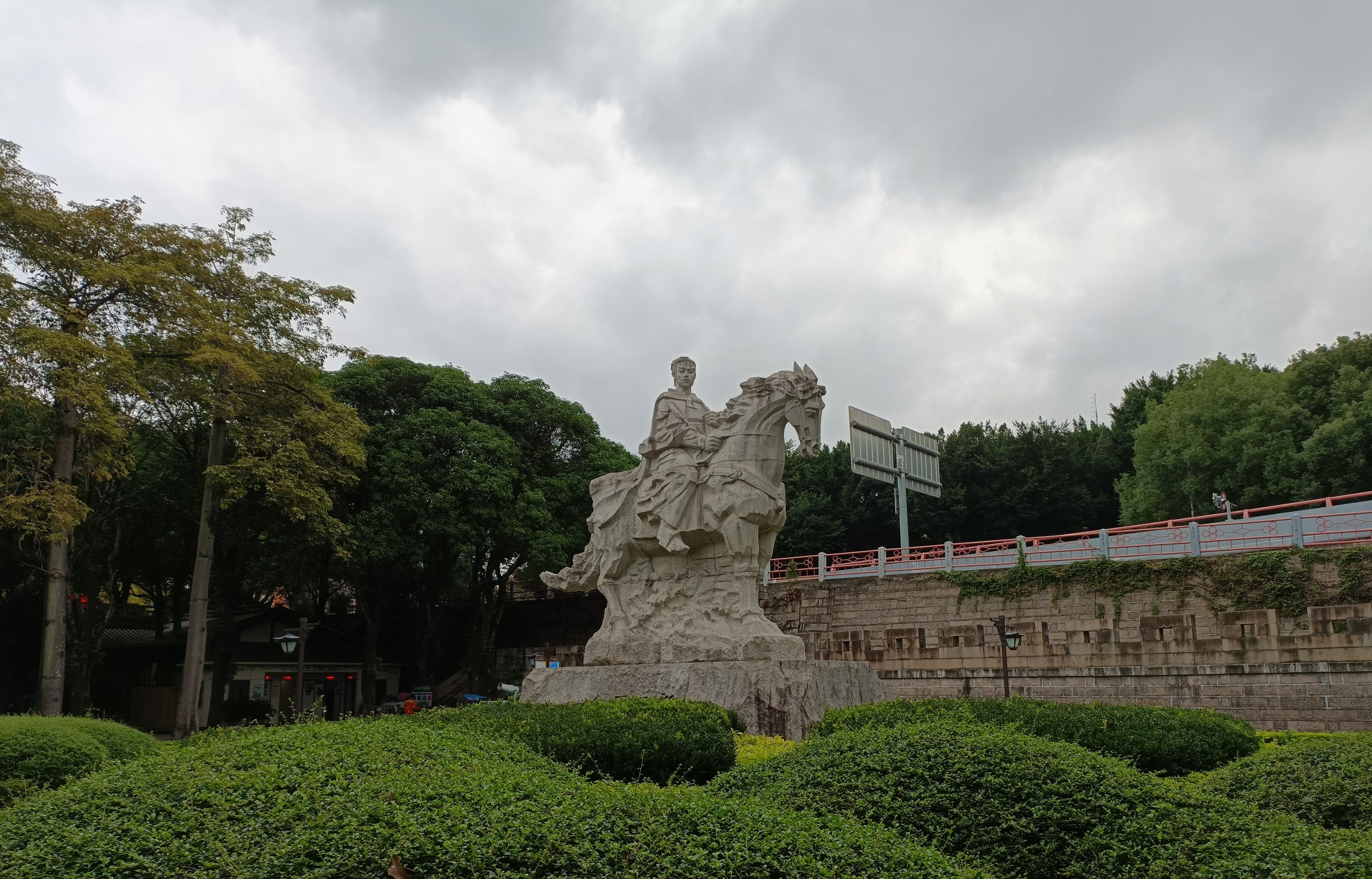
福州白马河公园的白马三郎雕像

## 封号
- 唐朝咸通六年（865年），福建觀察使李瓚請封，敕命「龍驤侯」
- 五代後梁貞明六年（920年），閩王王審知請封，敕封「弘潤王」
- 宋朝時旱災，福州知州蔡襄禱雨得應，熙寧八年（1075年），敕封「沖濟廣應王」
- 宋朝時抵禦水災，紹定五年（1232年），加封「孚佑沖濟廣應王」

## 紀念

### 福州地區
- 福建省福州市晉安區鼓山鱔溪「白馬王祖廟」，始建於漢代，具「祖廟」地位[1]。
- 福建省福州市長樂區鶴上鎮旒峰白眉村白石境射鱔尊王廟

### 馬祖地區
馬祖先民源自福州大陆部分，帶來「白馬尊王」信仰，認證為奉祀騶寅者如下：
- 馬祖南竿鄉山隴境白馬尊王廟：為福州鼓山鱔溪白馬王廟分靈[2]
- 馬祖南竿鄉清水境白馬尊王廟：為福州鼓山鱔溪白馬王廟分靈
- 馬祖北竿鄉中澳境白馬尊王廟：為長樂市鶴上鎮旒峰白眉村白石境射鱔尊王廟分靈
- 馬祖東引鄉樂華境白馬尊王廟

## 參见
- 白馬尊王